# Rezerwat przyrody Torfowisko Źródliskowe w Gostyniu Starym
Torfowisko Źródliskowe w Gostyniu Starym – ścisły rezerwat torfowiskowy położony na terenie gminy Gostyń w województwie wielkopolskim. Znajduje się około 0,5 kilometra na północ od wsi Stary Gostyń, przy drodze Stary Gostyń – Stankowo. Rezerwat ma powierzchnię 3,58 hektara.
Został utworzony w 1963 roku w celu ochrony torfowiska niskiego z rzadkimi gatunkami roślin – m.in. kłocią wiechowatą (Cladium mariscus).
Zespoły roślinne: Juncetum subnodulosi (gatunki charakterystyczne: sit tępokwiatowy i kukułka szerokolistna).
Gatunki roślin chronionych objęte ochroną ścisłą: kruszczyk błotny (Epipactis palustris), lipiennik Loesela (Liparis loeselii), storczyk krwisty (Orchis incarnata), kukułka szerokolistna (Orchis latifolia).
Obecnie (rok 2001) stwierdzany jest zanik gatunków tworzących zbiorowiska, dla których ochrony utworzono rezerwat.

## Podstawa prawna
- Zarządzenie Ministra Leśnictwa i Przemysłu Drzewnego z dnia 8 lipca 1963 r. w sprawie uznania za rezerwat przyrody (M.P. z 1963 r. nr 57, poz. 295)
- Obwieszczenie Wojewody Wielkopolskiego z dn. 4.10.2001 r. w sprawie ogłoszenia wykazu rezerwatów przyrody utworzonych do dnia 31.12.1998 r.[1][2]

## Galeria

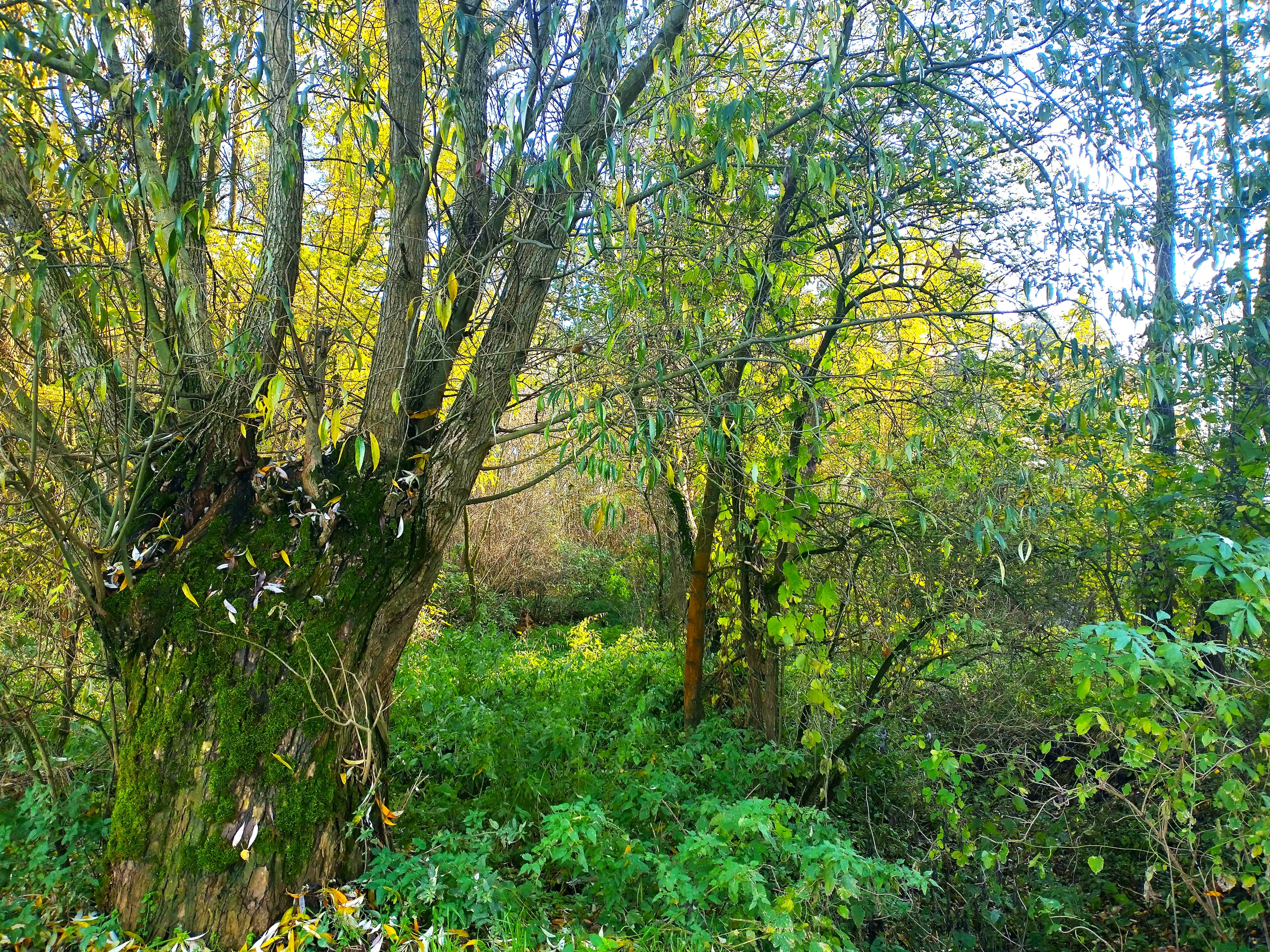
Wierzby we wnętrzu rezerwatu
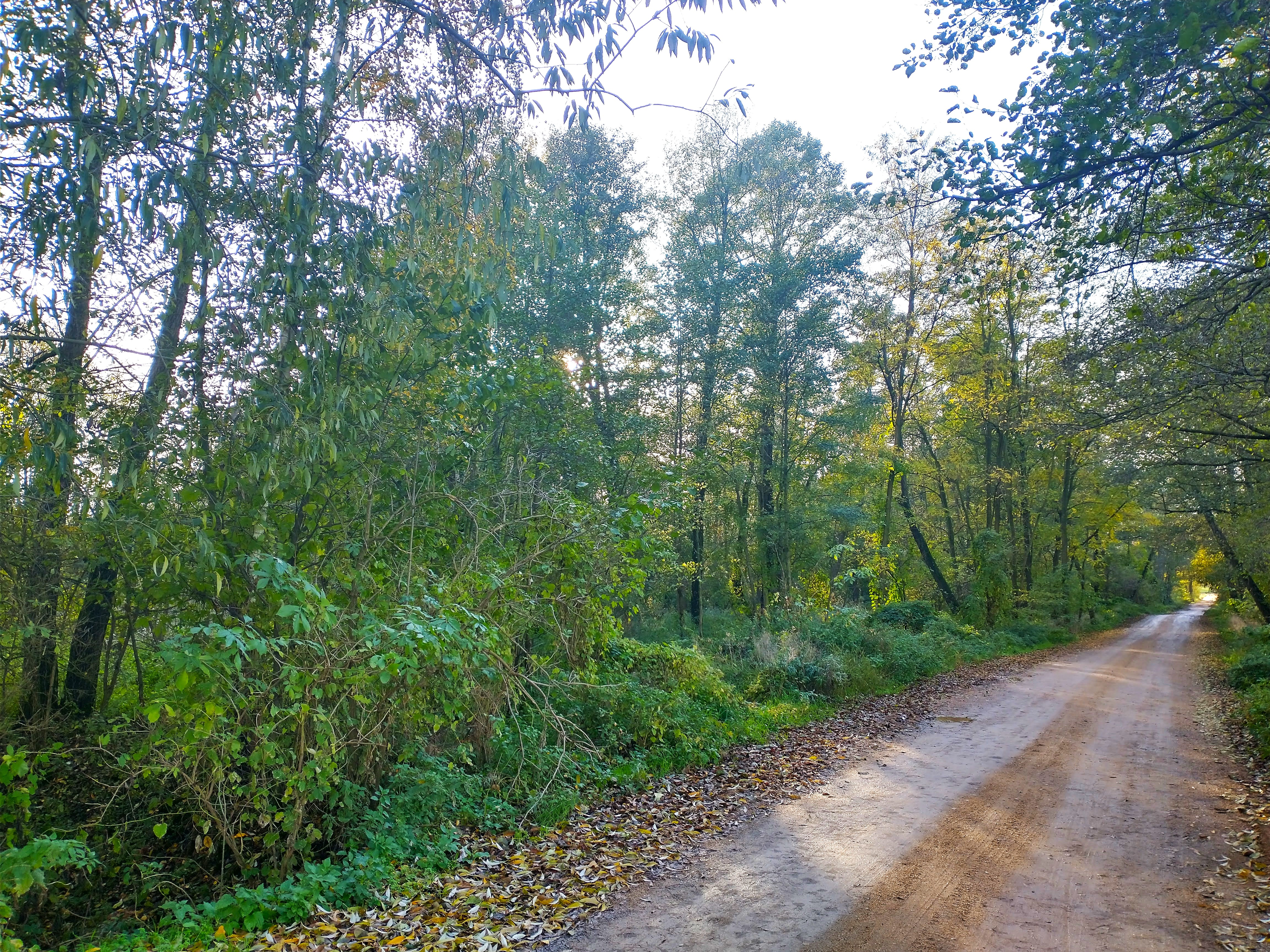
Droga przy rezerwacie